# El Losar del Barco
El Losar del Barco es un municipio de España perteneciente a la provincia de Ávila, en la comunidad autónoma de Castilla y León. Forma parte del partido judicial de Piedrahíta. En 2017 contaba con una población de 108 habitantes. Tiene cuatro núcleos poblacionales principales: El Losar, El Barquillo, Navamorisca y Casas de la Vega.

## Geografía
El Losar del Barco está situado en el suroeste de la provincia de Ávila, a 86 km de la capital de provincia, y limitando al norte con la provincia de Salamanca. La localidad capital del municipio está situada a una altitud de 1009 m s. n. m. La orografía es variada en su término municipal, parte del cual es relativamente llano. No obstante se encuentra dentro del mismo el monte de La Alberca, estribación occidental de la sierra de Gredos, que alcanza casi los 1500 metros, y el río Tormes, con el "Charcazo" en El Barquillo. Existen numerosos lanchares (losas), de donde proviene el nombre del pueblo, siendo la más popular la Losa Parda con más de 20 metros desde su base al punto más elevado. 
| Noroeste: Junciana   | Norte: El Tejado (Salamanca) | Noreste: La Horcajada       |
| Oeste: Junciana      |                              | Este: San Lorenzo de Tormes |
| Suroeste: La Carrera | Sur: El Barco de Ávila       | Sureste: El Barco de Ávila  |

### Flora y fauna
Bosques de encinas y robles. Bosques de ribera en las orillas del Tormes.Destaca el álamo negro pegado a la iglesia denominado "La Chopa" que antes de la drástica poda sufrida hace unos años levantaba más de 20 metros. Y se le estima una antigüedad superior a los 115 años. 
La fauna del municipio comprende jabalíes, corzos, zorros, tejones, liebres, aves rapaces.[cita requerida]

### Clima
El Losar del Barco tiene un clima Csb (templado con verano seco y templado) según la clasificación climática de Köppen.Si bien puede decirse que es un clima duro típicamente castellano. Con temperaturas mínimas absolutas cercanas a los -15 grados y máximas de 35 grados. Y no especialmente lluvioso. 
| Parámetros climáticos promedio de El Barco de Ávila* en el periodo 1961-1984 | Parámetros climáticos promedio de El Barco de Ávila* en el periodo 1961-1984 | Parámetros climáticos promedio de El Barco de Ávila* en el periodo 1961-1984 | Parámetros climáticos promedio de El Barco de Ávila* en el periodo 1961-1984 | Parámetros climáticos promedio de El Barco de Ávila* en el periodo 1961-1984 | Parámetros climáticos promedio de El Barco de Ávila* en el periodo 1961-1984 | Parámetros climáticos promedio de El Barco de Ávila* en el periodo 1961-1984 | Parámetros climáticos promedio de El Barco de Ávila* en el periodo 1961-1984 | Parámetros climáticos promedio de El Barco de Ávila* en el periodo 1961-1984 | Parámetros climáticos promedio de El Barco de Ávila* en el periodo 1961-1984 | Parámetros climáticos promedio de El Barco de Ávila* en el periodo 1961-1984 | Parámetros climáticos promedio de El Barco de Ávila* en el periodo 1961-1984 | Parámetros climáticos promedio de El Barco de Ávila* en el periodo 1961-1984 | Parámetros climáticos promedio de El Barco de Ávila* en el periodo 1961-1984 |
| Mes | Ene.                                                                         | Feb.                                                                         | Mar.                                                                         | Abr.                                                                         | May.                                                                         | Jun.                                                                         | Jul.                                                                         | Ago.                                                                         | Sep.                                                                         | Oct.                                                                         | Nov.                                                                         | Dic.                                                                         | Anual                                                                        |
| --- | ---------------------------------------------------------------------------- | ---------------------------------------------------------------------------- | ---------------------------------------------------------------------------- | ---------------------------------------------------------------------------- | ---------------------------------------------------------------------------- | ---------------------------------------------------------------------------- | ---------------------------------------------------------------------------- | ---------------------------------------------------------------------------- | ---------------------------------------------------------------------------- | ---------------------------------------------------------------------------- | ---------------------------------------------------------------------------- | ---------------------------------------------------------------------------- | ---------------------------------------------------------------------------- |
| Temp. media (°C) | 3.3                                                                          | 4.3                                                                          | 6.1                                                                          | 8.6                                                                          | 12.2                                                                         | 16.7                                                                         | 20.0                                                                         | 19.1                                                                         | 15.9                                                                         | 11.1                                                                         | 5.7                                                                          | 3.4                                                                          | 10.5                                                                         |
| Precipitación total (mm) | 61.3                                                                         | 60.0                                                                         | 54.3                                                                         | 47.6                                                                         | 50.0                                                                         | 37.1                                                                         | 11.3                                                                         | 11.0                                                                         | 37.3                                                                         | 59.1                                                                         | 65.0                                                                         | 65.7                                                                         | 559.7                                                                        |
| Fuente: Ministerio de Agricultura, Alimentación y Medio Ambiente. Datos de precipitación para el periodo 1961-1983 y de temperatura para el periodo 1961-1984 en El Barco de Ávila 3 de octubre de 2012 *A 4 Km del Losar del Barco. |                                                                              |                                                                              |                                                                              |                                                                              |                                                                              |                                                                              |                                                                              |                                                                              |                                                                              |                                                                              |                                                                              |                                                                              |                                                                              |

## Demografía
El Losar del Barco cuenta con una población de 103 habitantes (INE 2024).
| Gráfica de evolución demográfica de El Losar del Barco entre 1842 y 2021 |
| |
| Población de derecho según los censos de población del INE. Población de hecho según los censos de población del INE.En estos censos se denominaba Losar: 1842 y 1857. En estos censos se denominaba El Losar: 1860, 1877, 1887, 1897, 1900, 1910, 1920, 1930, 1940, 1950, 1960, 1970, 1981 y 1991. |

## Economía
Judías, vacas, chotos, gallinas, caza mayor y menor, peros, calabacines, pimientos, tomates, y demás productos hortofrutícolas de la zona.[cita requerida]
El término municipal está comprendido dentro de las áreas con indicación geográfica protegida de la carne vacuna Carne de Ávila —de la especie Avileña-Negra ibérica— y de las Judías del Barco de Ávila.
Existen varias casas rurales en el municipio

## Cultura

### Arquitectura
Iglesia de Nuestra Señora de la Asunción (siglo XVI), con la torre del campanario separada de la nave, y sus retablos e imágenes del interior. 

### Fiestas
San Marcos (25 de abril), Natividad de la Virgen (8 de septiembre), populares el tercer fin de semana de agosto.

### Gastronomía
Judías de El Barco, patatas revueltas, sopa castellana, cocido castellano. Dulces: perrunilla y mantecados en San Marcos, huesillos en carnaval.

## Administración y política
Distribución de votos en El Losar en las Elecciones Municipales de 2015:
| 2015         |       |        |            |
| Candidaturas | Votos | Votos  | Concejales |
| P.P.         | 39    | 56,52% | 5          |
| ICV          | 16    | 23,19% |            |
| P.S.O.E.     | 9     | 13,04% |            |

Distribución de votos en El Losar en las Elecciones Generales de 2016:
| Candidatura                         | Votos | % candidaturas |
| Partido Popular                     | 41    | 60,29%         |
| Unidos Podemos                      | 14    | 20,59%         |
| Ciudadanos-Partido de la Ciudadanía | 6     | 8,82%          |
| Partido Socialista Obrero Español   | 6     | 8,82%          |
| Recortes Cero-Grupo Verde           | 1     | 1,47%          |